# Grötz (Bauunternehmen)

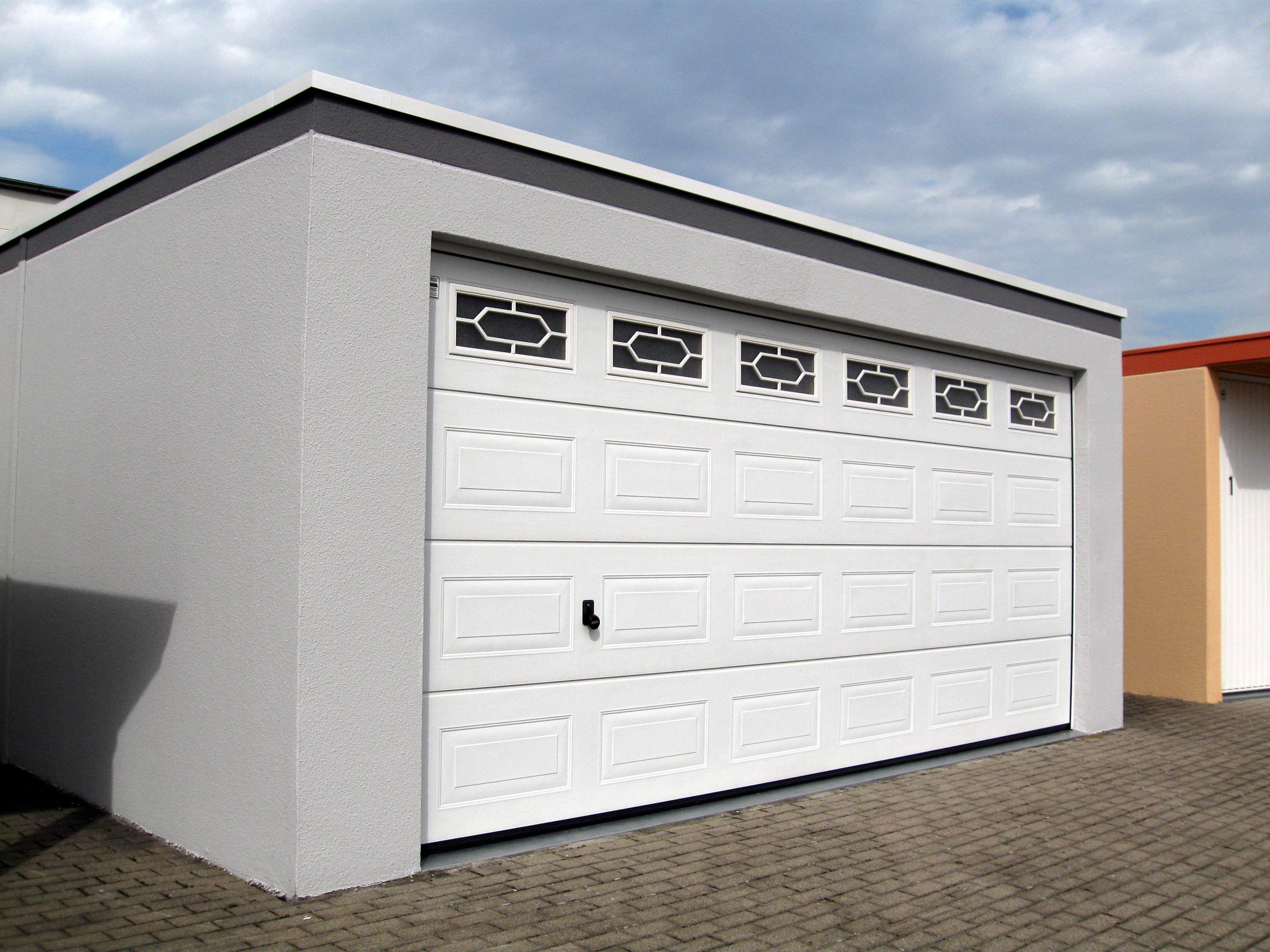
Großraumgarage

Die Grötz GmbH & Co. KG ist ein Bauunternehmen aus Gaggenau, das 1904 von Franz Grötz gegründet wurde. Heute ist Grötz eine Firmengruppe, die europaweit Bauprojekte realisiert.

## Standorte
Der Hauptsitz der Unternehmensgruppe ist Gaggenau. Weitere Standorte und Tochterunternehmen befinden sich in Deutschland, Frankreich, Polen und in der Schweiz. In den Produktionsstätten in Gaggenau-Rotenfels werden Betonfertigteile, Lärmschutzwände, Raumzellen, Beton-Fertiggaragen und Trafostationen hergestellt.

## Geschäftsbereiche
- Straßenbau und Tiefbau
- Hochbau und Ingenieurbau
- Fertiggaragen und Raumzellen aus Beton
- Lärmschutz und Betonfertigteile
- Schienenverkehrswege
- Schlüsselfertigbau
- Umwelttechnik
- Asphalt, Beton, Recycling, Sand, Kies und Schotter
- Bauwerkserhaltung
- Dämmputze und Dämmstoff